# Elezioni presidenziali in Gambia del 2011
Le elezioni presidenziali in Gambia del 2011 si tennero il 24 novembre.

## Risultati
| Candidati       | Partiti                                                     | Voti    | %     |
| --------------- | ----------------------------------------------------------- | ------- | ----- |
| Yahya Jammeh    | Alleanza Patriottica per il Riorientamento e la Costruzione | 470 550 | 71,54 |
| Ousainou Darboe | Partito Democratico Unito                                   | 114 177 | 17,36 |
| Hamat Bah       | Alleanza Nazionale per la Democrazia e lo Sviluppo          | 73 060  | 11,11 |
| Totale          | Totale                                                      | 657 787 | 100   |